# Shelburne (New Hampshire)
Shelburne – miasto w Stanach Zjednoczonych, w stanie New Hampshire, w hrabstwie Coös.